# Cops (pel·lícula)
Cops és una pel·lícula de comèdia muda western estatunidenca de dos rodets del 1922 sobre un jove (Buster Keaton) que accidentalment es posa en el costat dolent de tot el Departament de Policia de Los Angeles durant una desfilada i és perseguit per tota la ciutat. Va ser escrit i dirigit per Edward F. Cline i Keaton.

## Fons i trama
Aquesta pel·lícula molt kafkiana va ser filmada durant el judici per violació i assassinat de Fatty Arbuckle, una circumstància que pot haver influït en el to d'encarament sense esperança del curt. Tot i que les intencions del personatge central són bones, no pot guanyar, per molta inventiva que hi posi. Al llarg de la pel·lícula s'endinsa en diversos crits amb agents de policia. Finalment, sense voler-ho, llança una bomba a una desfilada policial i acaba sent perseguit per una horda de policies.
Al final de la pel·lícula, el personatge de Keaton tanca els policies a la comissaria. No obstant això, la noia a qui està intentant seduir desaprova el seu comportament i li dona l'esquena fredament. Per tant, desbloqueja la comissaria i immediatament és detingut pels policies. La pel·lícula acaba amb el títol "The End" escrit en una làpida amb el barret de pastís de porc de Keaton recolzat.
Un dels curtmetratges més emblemàtics i de construcció brillant de Keaton, Cops va ser considerat "important culturalment, històricament o estèticament" per la Biblioteca del Congrés dels Estats Units i seleccionat per la seva conservació al seu National Film Registry el 1997.

## Repartimentt
- Buster Keaton com el jove
- Joe Roberts com el cap de policia
- Virginia Fox com la filla de l'alcalde
- Edward F. Cline com Hobo
- Steve Murphy com a Conman que ven mobles (sense acreditar)